# The Good, the Bad & the Live
The Good, the Bad & the Live és una caixa recopilatòria de vinil realitzat per la banda estatunidenca Metallica. Fou llançat amb quatre senzills i dos EPs.

## Material
- "Jump in the Fire"
- "Creeping Death"
- The $5.98 E.P.: Garage Days Re-Revisited
- "Harvester of Sorrow"
- "One"
- The Six and a Half Year Anniversary E.P.

### The Six and a Half Year Anniversary E.P.
Totes les cançons van ser enregistrades en directe a Seattle:
1. "Harvester of Sorrow"
2. "One"
3. "Breadfan"
4. "Last Caress" (cançó oculta)